# Rubus macrogongylus
Rubus macrogongylus är en rosväxtart som beskrevs av Wilhelm Olbers Focke. Rubus macrogongylus ingår i släktet rubusar, och familjen rosväxter. Inga underarter finns listade i Catalogue of Life.